# إيرل غودوين
إيرل غودوين (بالإنجليزية: Earl Goodwin)‏ هو لاعب كرة قدم أمريكية أمريكي، ولد في 21 يناير 1901 في بادوكا في الولايات المتحدة، وتوفي في 1976.

## وصلات خارجية
- إيرل غودوين على موقع مرجع كرة القدم المحترفة.كوم (الإنجليزية)